# 第9裝甲師 (德國國防軍)
第9裝甲師（德語：9. Panzer-Division）是納粹德國「國防軍」的一個裝甲師，曾參與過第二次世界大戰 的諸多重要戰役，包括荷蘭戰役、法國戰役、巴爾幹戰役、庫斯克會戰、諾曼第戰役與魯爾戰役等。